# Musikschulen öffnen Kirchen

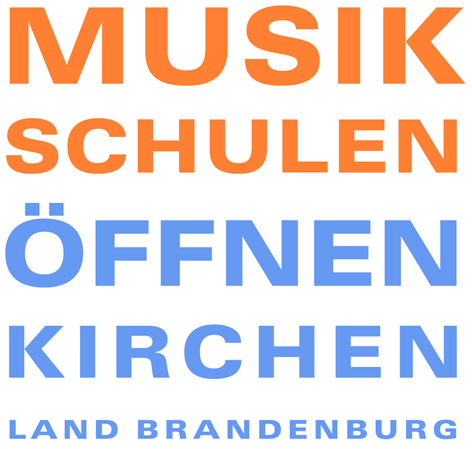
Verband der Musik- und Kunstschulen Brandenburg

Musikschulen öffnen Kirchen ist eine Benefiz-Konzertreihe, die der Verband der Musik- und Kunstschulen Brandenburg seit dem Jahr 2007 auf Initiative von Dorothea und Bernd Janowski vom Förderkreis Alte Kirchen Berlin-Brandenburg gemeinsam ausrichtet. Im Rahmen der landesweiten Konzertreihe musizieren Musikschüler jährlich in rund 70 Dorf- und Stadtkirchen im Land Brandenburg vom Frühjahr bis zum Advent für den Erhalt und die Sanierung der Kirchen und verbinden damit musikalische Bildung und Talentförderung, Denkmalschutz und Kulturpflege vor Ort. Mit den Spendeneinnahmen wird der Erhalt wertvoller Kulturdenkmäler, beispielsweise von Glockenanlagen, Kirchtürmen oder Orgeln, unterstützt.

## Porträt
Im Rahmen der Konzertreihe Musikschulen öffnen Kirchen geben junge Musiker der öffentlichen Musikschulen im Land Brandenburg Benefizkonzerte in den vielerorts vom Verfall bedrohten Kirchengebäuden. Mit den eingeworbenen Spenden werden beispielsweise Orgeln, Innenmalereien oder Kirchtürme restauriert oder andere notwendige Sanierungen an den Kirchengebäuden vorgenommen. Zu Beginn der Konzertreihe wird in jedem Jahr ein Eröffnungskonzert in einer anderen Stadt in Brandenburg ausgerichtet, das häufig von einem der brandenburgischen Landesensembles wie der Jungen Philharmonie oder dem Landesjugendjazzorchester Brandenburg LaJJazzO gestaltet wird.
Im Rahmen von Musikschulen öffnen Kirchen finden Konzerte aller Musikrichtungen, Tanzdarbietungen und teilweise auch Ausstellungen, gestaltet durch die Schüler und die Lehrkräfte der teilnehmenden Musik- und Kunstschulen, statt. Kirchenführungen ergänzen das musikalische Programm. Auch nutzen viele Kirchengemeinden den Anlass zur Veranstaltung eines Kirchenfestes. Das Projekt des Verbandes der Musik- und Kunstschulen hat es sich zum Ziel gesetzt, die Kirchen des Landes als Orte der Begegnung wiederzubeleben und durch eine kulturelle Nutzung zu erhalten. Ein weiteres Ziel ist es, den generationsübergreifenden Dialog zu stärken und Raum für Identifikation mit und Engagement im ländlichen Raum zu bieten. Die Schüler erhalten durch die Konzerte zudem weitere Auftrittsmöglichkeiten im Rahmen ihrer musikalischen Ausbildung.
Mitwirkende aus den Musik- und Kunstschulen des Landes sind beispielsweise Landesensembles wie die Junge Philharmonie oder das Landesjugendjazzorchester Brandenburg, musikschuleigene Kammerorchester, Chöre, Jugendblasorchester, Zupf- und Streichorchester, Big Bands oder Rock-Bands. Darüber hinaus treten Ensembles und Solisten verschiedener Instrumentengruppen sowie aus dem Bereich des Musiktheaters auf. Oftmals werden auch die Kirchen-Orgeln in das Programm integriert. Auch Komponisten, Künstler, Lehrkräfte und Ehemalige der Musikschulen sowie Preisträger des Wettbewerbs Jugend musiziert gestalten die Konzertprogramme.
Träger der Benefiz-Konzertreihe ist der Verband der Musik- und Kunstschulen Brandenburg in Kooperation mit dem Förderkreis Alte Kirchen Berlin-Brandenburg, gefördert wird das Projekt vom Ministerium für Wissenschaft, Forschung und Kultur des Landes Brandenburg. rbbKultur begleitet die Konzerte als Medienpartner. Die Schirmherrschaft hat Manja Schüle, Ministerin für Wissenschaft, Forschung und Kultur des Landes Brandenburg, inne.
Die Konzertreihe Musikschulen öffnen Kirchen ist Mitglied bei Kulturfeste im Land Brandenburg.